# Perù ai XXII Giochi olimpici invernali
Perù ha partecipato ai XXII Giochi olimpici invernali, che si sono svolti dal 7 al 23 febbraio a Soči in Russia, con una delegazione composta da tre atleti.

## Sci alpino

### Uomini
| Gara                     | Atleta              | Manche 1 | Manche 1  | Manche 2 | Manche 2  | Totale  | Totale    |
| Gara                     | Atleta              | Tempo    | Posizione | Tempo    | Posizione | Tempo   | Posizione |
| ------------------------ | ------------------- | -------- | --------- | -------- | --------- | ------- | --------- |
| Slalom gigante maschile  | Manfred Oettl Reyes | 1'47"05  | 78        | 1'33"91  | 58        | 3'20"96 | 70        |
| Slalom speciale maschile | Manfred Oettl Reyes | 58"36    | 65        | DNF      | DNF       | DNF     | DNF       |

### Donne
| Gara                      | Atleta              | Manche 1 | Manche 1  | Manche 2 | Manche 2  | Totale  | Totale    |
| Gara                      | Atleta              | Tempo    | Posizione | Tempo    | Posizione | Tempo   | Posizione |
| ------------------------- | ------------------- | -------- | --------- | -------- | --------- | ------- | --------- |
| Slalom gigante femminile  | Ornella Oettl Reyes | 1'32"87  | 64        | 1'33"45  | 58        | 3'06"32 | 57        |
| Slalom speciale femminile | Ornella Oettl Reyes | DNF      | DNF       | DNF      | DNF       | DNF     | DNF       |

## Sci di fondo
| Gara           | Atleta           | Finale    | Finale   | Finale    |
| Gara           | Atleta           | Tempo     | Distacco | Posizione |
| -------------- | ---------------- | --------- | -------- | --------- |
| 15 km maschile | Roberto Carcelen | 1h06'28"9 | +27'59"2 | 87        |